# Artona quadrimaculata
Artona quadrimaculata es una especie de polilla del género Artona, familia Zygaenidae.
Fue descrita científicamente por Moore en 1879.